# Periploma beibuwanense
Periploma beibuwanense is een tweekleppigensoort uit de familie van de Periplomatidae. De wetenschappelijke naam van de soort is voor het eerst geldig gepubliceerd in 1999 door Xu.